# 皮特福
皮特福（法語：Pittefaux，法語發音：[pitfo]）是法国上法蘭西大區加来海峡省的一个市镇，属于滨海布洛涅区。

## 地理
皮特福（50°45'26"N, 1°41'2"E）面积2.42 平方千米，位于法国上法蘭西大區加来海峡省，该省份为法国北部沿海省份，西北濒北海，南至索姆省，东临北部省。
与皮特福接壤的市镇（或旧市镇、城区）包括：马南冈埃讷、佩尔讷莱布洛涅、维耶尔埃弗鲁瓦、维米勒。
皮特福的时区为UTC+01:00、UTC+02:00（夏令时）。

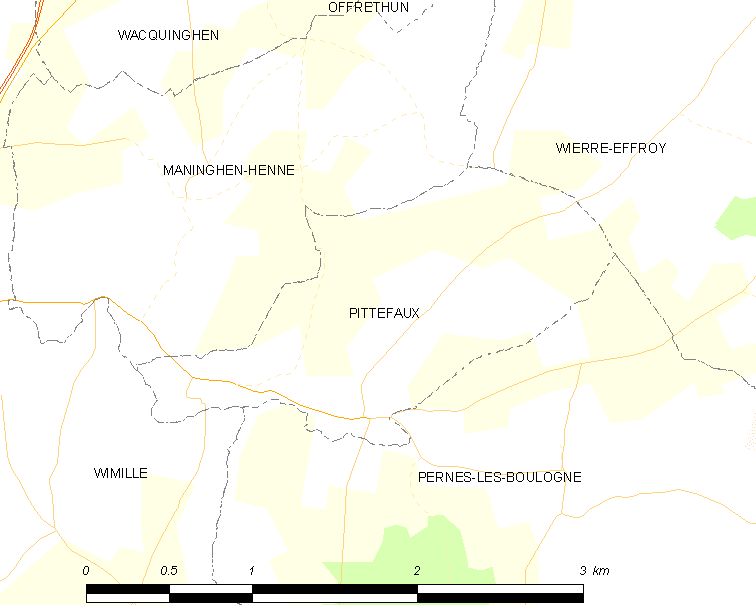
皮特福的OSM定位图

## 行政
皮特福的邮政编码为62126，INSEE市镇编码为62658。

## 政治
皮特福所属的省级选区为滨海布洛涅第一县。

## 人口

1962-2008年间皮特福人口变化图示

皮特福于2022年1月1日时的人口数量为115人。